# José Ignacio Solís
José Ignacio Solís (? - 27 de julio de 1811, Chihuahua) fue uno de los Insurgentes mexicanos.

## Muerte
Solís fue fusilado el 27 de julio de 1811, el mismo día en que fueron ejecutados Onofre Portugal, Vicente Valencia y José María Chico.